# Ordzin
Ordzin (prononciation : [ˈɔrd͡ʑin]) est un village polonais de la gmina d'Obrzycko dans le powiat de Szamotuły de la voïvodie de Grande-Pologne dans le centre-ouest de la Pologne.
Il se situe à environ 7 kilomètres au sud-ouest d'Obrzycko (siège de la gmina), 11 kilomètres au nord-ouest de Szamotuły (siège du powiat), et à 43 kilomètres au nord-ouest de Poznań (capitale de la Grande-Pologne).
Le village possédait une population de 228 habitants en 2012.

## Histoire
De 1975 à 1998, le village faisait partie du territoire de la voïvodie de Poznań.

Depuis 1999, Ordzin est situé dans la voïvodie de Grande-Pologne.